# Sota control
Sota control (títol original: Sous contrôle) és una minisèrie de televisió francesa de 6 episodis creada per Charly Delwart i produïda per Erwan Le Duc. Aquesta ficció és una coproducció d'Agat Films & Cie - Ex Nihilo i Arte France, produïda amb el suport de la regió île-de-France. Presentada com a estrena mundial al Festival Séries Mania de Lilla el març del 2023, va guanyar el premi a la millor sèrie de la competició francesa. La sèrie es va emetre íntegrament el 5 d'octubre de 2023 al canal Arte. Pot veure's a Filmin doblada i subtitulada en català.

## Sinopsi
Marie Tessier, directora de l'ONG Docteurs du Monde, és nomenada ministra d'Afers Exteriors el dia en què cinc europeus, inclosos dos francesos, són presos com a ostatges per terroristes al Sahel. Fent que aquesta crisi sigui una cosa personal, Marie creuarà ràpidament totes les línies vermelles intentant donar la impressió que tot està sota control.

## Repartiment

### Autoritats franceses
- Léa Drucker: Marie Tessier, directora de l'ONG Docteurs du Monde i nova ministra d'Afers Exteriors
- Samir Guesmi: director del gabinet de la ministra
- Laurent Stocker: el president de la República Francesa
- Marie-France Santon: Hélène Doulle, ministra de les Forces Armades
- Lionel Laget: Charles Gresson, el nou ministre d'Afers Exteriors
- Vincent de Crayencour: cap de gabinet dels exèrcits - CEMA
- Machita Daly: directora de la comunicació del Quai d'Orsay
- Samuel Churin: Marc Bragier, director de la DGSE

### Autoritats europees
- Jochen Hägele: Günter Allofs, el ministre alemany
- Maya Sarac: Ivanka Zahovic, ministra eslovena
- Salvatore Ingoglia: Federico Lombardo, ministre italià
- Eirin Forsberg: el ministre suec

### Ostatges
- Nikola Krminac: Milas, ostatge eslovè sobrenomenat "Demis Roussos" per AIAO
- Emanuele Arioli: Luigi, ostatge italià sobrenomenat "Berlusconi"
- Jürgen Genuit: Hans, el director alemany sobrenomenat "Merkel"
- Yannik Landrein: Jules, ostatge francès sobrenomenat "Chirak"
- Hughes Jourdain: Adrien, ostatge francès sobrenomenat "Macron"

### Famílies dels ostatges
- Louise Laine: Jeanne
- Laetitia Spigarelli: la mare de Jeanne
- Aude Saintier: la dona d'Adrien / "Macron"
- Hélène Theunissen: la mare d'Adrien
- Paul Minthe: el pare d'Adrien

### Altres
- Youssef Sahraoui: cap d'AIAO
- Bass Dhem: el pastor
- Patrick D'assumçao: el conductor del ministre d'Afers Exteriors
- Pascal Rénéric: Pierre Frenck, el negociador
- Lya Ossadit-Bentert: Emma, filla de Marie Tessier